# Bilheteria de cinema no Brasil
As bilheterias de cinema no Brasil são mais notoriamente compiladas pela Agência Nacional do Cinema, o portal Filme B, e a multinacional Rentrak.

## Maiores bilheterias
- Maiores bilheterias no Brasil
- Maiores aberturas no Brasil
- Filmes brasileiros com mais de um milhão de espectadores
- Filmes brasileiros por década e espectadores

## Por ano

### Anos 1990
- Bilheteria dos cinemas no Brasil em 1998
- Bilheteria dos cinemas no Brasil em 1999

### Anos 2000
- Bilheteria dos cinemas no Brasil em 2000
- Bilheteria dos cinemas no Brasil em 2001
- Bilheteria dos cinemas no Brasil em 2002
- Bilheteria dos cinemas no Brasil em 2003
- Bilheteria dos cinemas no Brasil em 2004
- Bilheteria dos cinemas no Brasil em 2005
- Bilheteria dos cinemas no Brasil em 2006
- Bilheteria dos cinemas no Brasil em 2007
- Bilheteria dos cinemas no Brasil em 2008
- Bilheteria dos cinemas no Brasil em 2009

### Anos 2010
- Bilheteria dos cinemas no Brasil em 2010
- Bilheteria dos cinemas no Brasil em 2011
- Bilheteria dos cinemas no Brasil em 2012
- Bilheteria dos cinemas no Brasil em 2013
- Bilheteria dos cinemas no Brasil em 2014
- Bilheteria dos cinemas no Brasil em 2015
- Bilheteria dos cinemas no Brasil em 2016
- Bilheteria dos cinemas no Brasil em 2017
- Bilheteria dos cinemas no Brasil em 2018
- Bilheteria dos cinemas no Brasil em 2019

### Anos 2020
- Bilheteria dos cinemas no Brasil em 2020
- Bilheteria dos cinemas no Brasil em 2021
- Bilheteria dos cinemas no Brasil em 2022
- Bilheteria dos cinemas no Brasil em 2023
- Bilheteria dos cinemas no Brasil em 2024
- Bilheteria dos cinemas no Brasil em 2025